# Lugasson
Lugasson är en kommun i departementet Gironde i regionen Nouvelle-Aquitaine i sydvästra Frankrike. Kommunen ligger i kantonen Targon som tillhör arrondissementet Langon. År 2022 hade Lugasson 319 invånare.

## Befolkningsutveckling
Antalet invånare i kommunen Lugasson
Referens:INSEE